# Sapromyza ratzii
Sapromyza ratzii är en tvåvingeart som beskrevs av Kertesz 1900. Sapromyza ratzii ingår i släktet Sapromyza och familjen lövflugor. Inga underarter finns listade i Catalogue of Life.